# Mangroveerdei sikló
A  mangroveerdei sikló  (Gonyosoma oxycephalum) a hüllők (Reptilia) osztályába a kígyók (Serpentes) alrendjébe és a  siklófélék (Colubridae) családjába tartozó faj.
A faj korábban az Elaphe nembe tartozott.

## Elterjedése
Délkelet-Ázsia és a Fülöp-szigetek mangrove mocsarainak és folyó menti erdőségeinek lakója.

## Előfordulása
Fák lombkoronájában és a bokrokon él, nagyrészt itt is vadászik ahol színe jól álcázza, de zsákmány után kutatva lehúzódik a talajra is. Nappali életmódot folytat.

## Megjelenése
Testhosszuk 1,5 méter körüli, de a kifejlett példányok a 2 métert is elérhetik. Áldozatait szorításával öli meg, teste izmos, de karcsú, oldalról lapított, amire nagy szüksége van, mikor nagy távolságokat hidal át a faágak között. Színük általában élénkzöld, de egyes példányok barnák, szürkék vagy sárgák. A fényes, sima felszínű pikkelyek elkülönülnek egymástól, a közötte lévő bőr sötét színű. Az ajakrész a test többi részénél világosabb, általában sárga, vagy sárgászöld, a zöld fejtetőtől egy sötét vonal választja el. Szájának belseje fekete színű. Nyelve kék, amit egy-egy alkalommal másodpercekig kinyújtva tart, nem tudni mi okból. Látása éles, nagy, kerek pupillájú szemei a nappali életmódhoz alkalmazkodtak. A farok színe is eltér az alapszíntől, szürke, barna, vörösesbarna vagy akár narancssárga, hossza a teljes testhossznak akár 20-30%-a is lehet. Ártalmatlan kígyó, de harcias, támadókedvű, védekezéskor teste elülső részét felemeli, felfújja a torkát, száját kitátva vagdalkozik és harap.
Feljegyzések szerint fogságban 6 évig is él.

## Szaporodása
Tojásrakó, fészekalja 5-12 tojás. Az utódok 3 hónap múlva kelnek ki a tojásokból, körülbelül 40 cm hosszúságúak.

## Tápláléka
Kisemlősök, gyíkok, madarak, tojások, főként denevérek.

## Képgaléria
|  |  |  |  |

|  |  |  |  |